# Kurzyca
Die Kurzyca (Kuritz) ist ein ca. 25 Kilometer langer Fluss in der Pufferzone des Zehdener Landschaftsschutzparkes (Cedyński Park Krajobrazowy) im Süden der Woiwodschaft Westpommern. Sie entspringt östlich von Goszków, fließt durch Mieszkowice (Bärwalde) und mündet wenige Kilometer südlich von Czelin in die Oder.